# Aldo Bonenti
Aldo Bonenti (fl. XX secolo) è stato un calciatore italiano, di ruolo difensore.

## Carriera
Dopo aver debuttato in Prima Divisione disputando una gara con il Novara nel 1924-1925, gioca due stagioni nella Divisione Nazionale nel 1927-1928 e 1928-1929.
In tre campionati di massima serie colleziona complessivamente 35 presenze.